# Storena lentiginosa
Storena lentiginosa là một loài nhện trong họ Zodariidae.
Loài này thuộc chi Storena. Storena lentiginosa được Eugène Simon miêu tả năm 1905.